# Роуз Ґоттемюллер

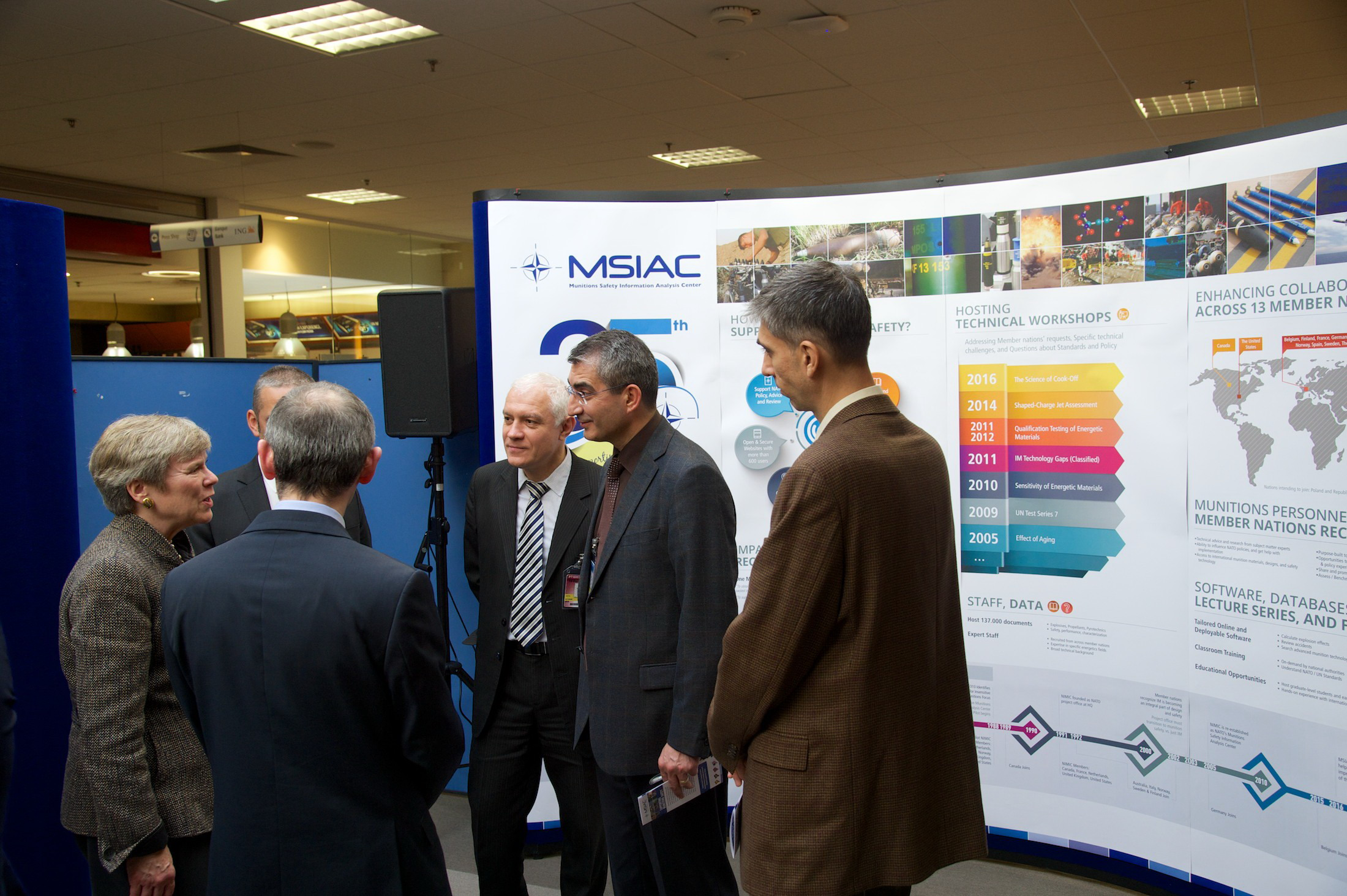
Спілкування заступника генерального секретаря НАТО Роуз Гетемюллер з учасниками заходу з відзначення 25-ї річниці MSIAC (15 грудня 2016, штаб-квартира НАТО)

Роуз Ґетемюллер (Геттемюллер) (англ. Rose Eilene Gottemoeller; нар. 24 березня 1953, Колумбус, Огайо) — американський дипломат і політолог.
З жовтня 2016 до жовтня 2019 — заступник генерального секретаря НАТО.

## Біографія
У 1993—1994 роках працювала в Раді національної безпеки США. Відповідала за денуклеризацію України, Білорусі та Казахстану.
Потім — заступником директора Міжнародного інституту стратегічних досліджень в Лондоні (IISS).
З листопада 1997 — директор офісу з нерозповсюдження й національної безпеки Міністерства енергетики США.
2000 року розпочала роботу у Фонді Карнегі за міжнародний мир.
У 2006—2009 роках обіймала посаду директора московського відділення Фонду Карнеґі. Вільно володіє російською мовою.
6 квітня 2009 була призначена заступником державного секретаря США з контролю над озброєннями.
На посту заступника державного секретаря США очолювала американську делегацію на перемовинах з Договору зі заходів щодо подальшого скорочення і обмеження стратегічних наступальних озброєнь (підписаний у квітні 2010).

## Джерело
- https://www.nato.int/cps/en/natohq/who_is_who_135934.htm?selectedLocale=en [Архівовано 29 березня 2019 у Wayback Machine.]
- Публікації на C-SPAN